# Розе позе
Розе позе је југословенски и српски рок и пауер поп бенд из Београда.

## Историјат
Бенд је основан средином осамдесетих година 20. века, а њени чланови за почетак рада сматрају 1989. годину, када су објавили макси сингл под називом Дај гол. Розе позе основали су гитариста Жељко Николић, који је од 1976. до 1980. године свирао у групи Зебра и текстописац Влада Чалић.
Први певач бенда био је Оливер Ђурић, који је певао на демо снимцима, у време када је припреман материјал и када се формирао бенд. Ђурић је убрзо након тога напустио бенд, а на његово место је дошао Жељко Николић. Године 1990. бенд је објавио први студијски албум под називом Розе позе, а са њега се истакла песма Дај гол, посебно међу спортским навијачима. Албум Бесинџер & Дилинџер објавили су 1992. године за ПГП РТБ, а након тога, трећи по реду албум под називом Рокенрол Денди, 1993. године.
Године 1995. бенд је објавио албум под називом Да ли си то ти за ПГП РТС, а након седам година паузе албум Закопано благо. Након вишегодишње паузе, објавили су албум Ко је рек'о рокенрол?, 2010. године, а њега сматрају врхунцем своје каријере у ауторском и извођачком смислу.
Бенд је заступљен у књизи Ex YU rock enciklopedija 1960—2006, коју је написао српски аутор, новинар и музички критичар Петар Јањатовић.
Жељко Николић је преминуо почетком марта 2023. у 66. години од последица пожара.

## Дискографија

### Студијски албуми
- Розе позе (1990)
- Бесинџер & Дилинџер (1992)
- Рокенрол Денди (1993)
- Да ли си то ти (1995)
- Закопано благо (2002)
- Ко је рек'о рокенрол? (2010)

### Синглови и Епови
- Борџије (1986)
- Дај гол (1989)

### Компилације
- Дај гол — Највећи хитови 1990—1995 (1996)
- The best on — Дај гол (2005)